# Gregorios Palamas
Svatý Gregorios Palamas či Řehoř Palama (řecky Γρηγόριος ο Παλαμάς, konec 1296 či začátek 1297 Konstantinopol – 14. listopadu 1359 Soluň) byl řecký (byzantský) mnich a světec, jeden z nejdůležitějších theologů a mystiků pravoslavné církve.

## Život
Palamas se narodil na sklonku 13. století. Roku 1318 se odebral na horu Athos, která byla střediskem ortodoxního mnišského života. Zde se stal mnichem a hésychasté jej zde zasvětili do modlitebního života, v němž dělal veliké pokroky. Po tureckých nájezdech musel Athos na nějaký čas opustit, později se sem však vrátil. Palamas se stal hlavním představitelem mystické teologie hésychasmu. Pro jeho učení, které vycházelo z této tradice, se později vžil název palamismus.

## Spory
Ve 30. letech 14. století se zapletl do sporu s italským mnichem Barlaamem, který napadal právě hésychasmus. Vysmíval se především hesychastické metodě modlitby, především tělesné poloze, která se v této praxi používala. V Konstantinopoli několik synod odmítlo r. 1341 Barlaamova obvinění, ale v průběhu tohoto roku došlo k převratu, jenž změnil politickou situaci. Pozdějšími synodami byl odsouzen a r. 1344 dokonce exkomunikován. Roku 1347 však došlo k dalším změnám v politické situaci a Palamas byl ustanoven arcibiskupem v Soluni.

## Dílo
Mezi Řehořovo nejznámější dílo patří jeho odpověď Barlaamovi Triády na obranu svatých hesychastů, ve které namítal, že Boha lze poznat přímo.
Poněvadž je možno účastnit se Boha a protože je nadbytostná podstata Boží zcela mimo jakoukoli účast v ní, existuje něco mezi [Boží] bytností (která je nesdělitelná) a účastnícím se, aby jim bylo možno účastnit se Boha. Zpřítomňuje se ve veškerenstvu svými projevy a tvůrčí prozřetelnou činností. Jedním slovem musíme hledat Boha, jehož se můžeme nějak účastnit, aby skrze účast každý z nás obdržel podle svého způsobu a podle sdílené analogie své bytí, život a spojení s Bohem. (Triády 3:2:24)